# برود ناد دییی
برود ناد دییی (به چکی: Brod nad Dyjí) یک منطقهٔ مسکونی در جمهوری چک است که در ناحیه برتسلاو واقع شده‌است. برود ناد دییی ۴۸۶ نفر جمعیت دارد.